# Max Hittenkofer
Max Joseph Franz Xaver Hittenkofer (* 19. März 1844 in München; † 2. Juli 1899 in Strelitz) war ein deutscher Architekt und Hochschullehrer.
Als Direktor der Baugewerkschulen in Buxtehude und Strelitz entwickelte er eine neue Unterrichtsmethode. Er ist Autor verschiedener Fach- und Lehrbücher über Architektur.

## Leben
Hittenkofer unterrichtete von 1867 bis 1875 an der Baugewerkschule Holzminden. 1875 wurde er vom Magistrat der Stadt Buxtehude mit der Gründung des Technikums ebendort beauftragt. Dieses umfasste eine Baugewerk-, eine Architektur-, eine Tischler- und eine Malerschule. Als es Ende der 1880er-Jahre mit der preußischen Regierung zu Auseinandersetzungen über seine Unterrichtsmethode kam, übersiedelte er 1890 ins mecklenburgische Strelitz und gründete dort ein neues Technikum.

## Publikationen (Auswahl)
- Formen-Elemente aus der gesammten Ornamentik. Scholtze, Leipzig 1871.
- Holz-Architektur-Ornamente. Vorlagen-Werk für Technische Schulen, Gewerbe-, Baugewerke-, Kunst-Industrie- und Fortbildungs-Schulen etc. Scholtze, Leipzig 1871.
- Das Entwerfen der Gesimse. (Im Anschluss an „Das Entwerfen von Façaden etc.“) Eine populäre Vorführung aller beim Façadenbau vorkommenden Gesimse in Schnitt und Ansicht (1:10), sowie in Schablonen (in natürlicher Grösse) und einem erläuternden Texte. Scholtze, Leipzig 1872.
- Holzbau, Dach, Dachstuhl, Ingenieurholzbau. - Neuere Dach-Binder. Nach Spannweite und Unterstützungen im Metermaass systematisch zusammengestellt zum Gebrauche für Architekten, Baugewerkmeister und Schüler der Bautechnik. Scholtze, Leipzig 1872.
- Dachausmittlungen. Für Schüler der Architectur und des Baugewerks, sowie für Baugewerksmeister und Zimmerleute. Scholtze, Leipzig 1873.
- Neuere Dach-Binder: nach Spannweiten und Unterstützungen im Metermaass systematisch zusammengestellt zum Gebrauche für Architekten, Baugewerkmeister und Schüler der Bautechnik. Schäfer, Hannover 1873.
- Die deutsche Villa. In Bezug auf die Bestimmung, Lage, Verbindung, Grösse, Möblierung etz. aller jener Räume, welche als Bestandteile des freistehenden Familienhauses aufgefasst werden können. Scholtze, Leipzig 1875.
- Das freistehende Familien-Wohnhaus: die Vorführung kleinerer und grösserer Wohnhäuser, die nur von einer Familie bewohnt werden; mit Darlegung des Raumbedürfnisses, der Raumverteilung und der Raumbenutzung. Scholtze, Leipzig 1877.
- Vergleichende architektonische Formenlehre. Eine populäre Darstellung zur Formenkenntniss der wichtigsten Baustilperioden (griechisch, römisch, byzantinisch, romanisch, gothisch, Renaissance und modern). Scholtze, Leipzig 1877.
- Neuere oeffentliche und Privat-Gebäude. Ausgef. u. projekt. Entwürfe in Facaden-Ansichten, Grundrissen, Quer- u. Durchschnitten u. Details. Scholtze, Leipzig 1879.
- Der Schulhausbau. In Bezug auf konstruktive Gestaltung und praktische Gesundheitspflege. Scholtze, Leipzig 1887.
- Der Fassadenbau. Hittenkofer, Strelitz 1893–94 (2 Bände, 2. Band in 3 Teilen).

## Werke
- 1876/77: Gebäude der Baugewerkschulen in Buxtehude